# Route nationale 7 (Argentine)
Pour les articles homonymes, voir Route nationale 7.
La route nationale 7 est une route argentine, qui unit Buenos Aires et Paso Internacional Los Libertadores.
La route traverse le pays d'est en ouest, de Buenos Aires à la frontière avec le Chili, reliant ainsi la côte Atlantique avec la Cordillère des Andes, en traversant les provinces de Buenos Aires, Santa Fe, Córdoba, San Luis et Mendoza. Elle a une longueur totale de 1 224 km dont 367 km (30 %) sont en voies rapides.
La route est une branche de la Panaméricaine. Au Chili, elle est prolongée par la route CH-60.

## Notes et références

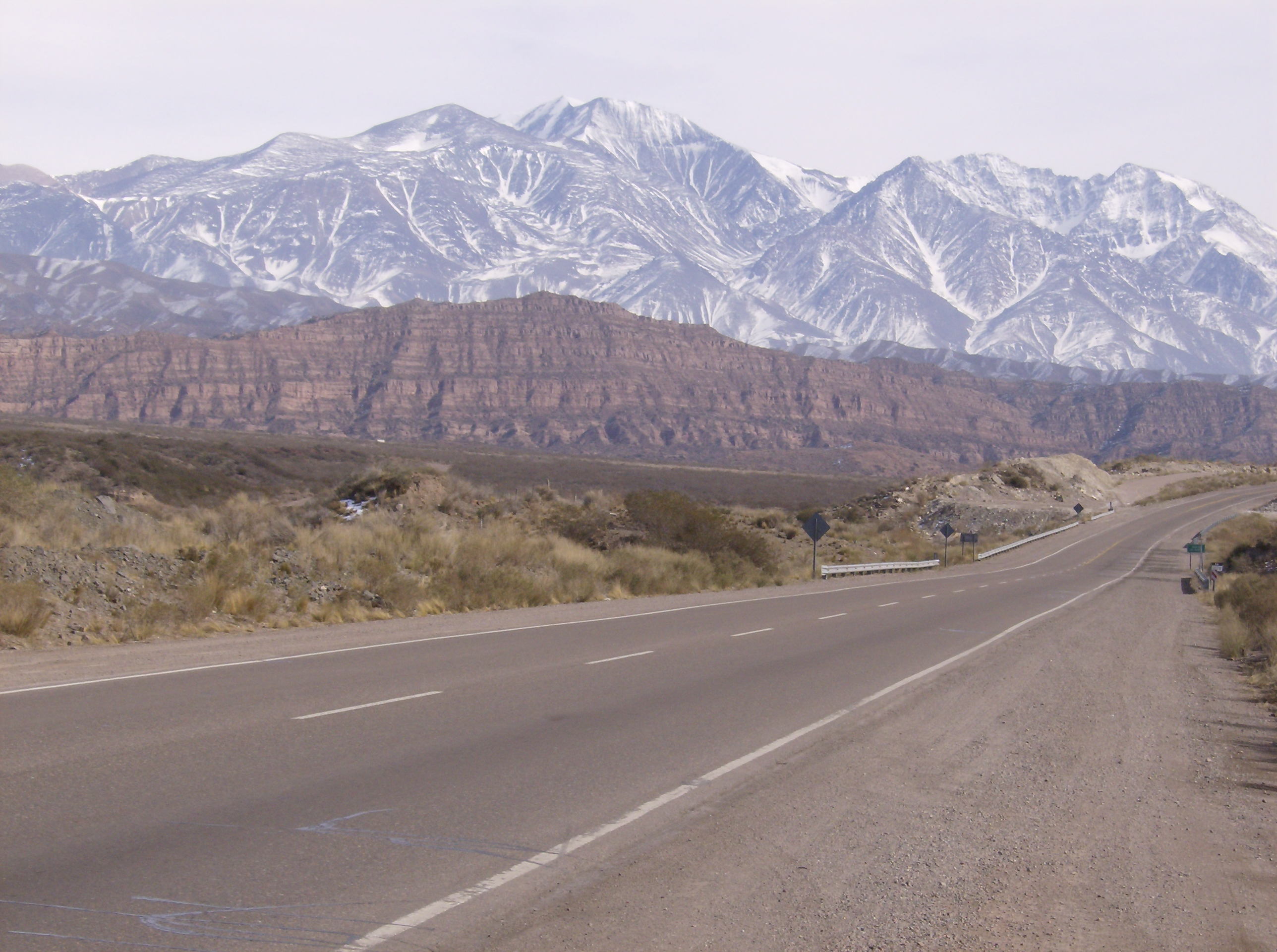
La Ruta Nacional 7 traverse la Province de Mendoza avec la Cordillère des Andes en arrière-plan.